# Specialisterne
Specialisterne (italiano: "gli specialisti") è un'azienda di innovazione sociale danese che assume e fa assumere in altre aziende persone con autismo e Asperger, facendo svolgere loro attività come test del software, controllo di qualità e data entry, particolarmente adatte alle loro caratteristiche di buona memoria, attenzione ai dettagli, concentrazione e attitudine a svolgere azioni ripetitive.

## Storia
Al figlio del fondatore dell'azienda, Thorkil Sonne, viene diagnosticato un autismo infantile all'età di 3 anni. Thorkil Sonne diventa così presidente di un'associazione di autismo locale in Danimarca per qualche anno, dove apprende che le persone con ASD raramente hanno la capacità di utilizzare le loro abilità speciali (attenzione ai dettagli, concentrazione) nel mercato del lavoro, in particolare nel campo della tecnologia.
Nel 2004 Thorkil Sonne si dimette dopo 15 anni di lavoro nel settore IT nelle società di telecomunicazioni e crea la Specialisterne a Copenaghen, grazie ad un prestito sulla sua casa e alla fiducia della famiglia.
La società sviluppa, senza che siano previsti studi formali o esperienze di lavoro, programmi di formazione per sviluppare competenze personali, sociali e professionali per le persone con ASD. Sono sviluppate anche strategie appropriate, inclusa la tecnologia robotica LEGO Mindstorms che aiuta a rilevare i punti di forza, la motivazione e le opportunità di sviluppo dell'individuo. Discorsi, workshop e corsi si basano sul metodo del pensiero positivo chiamato "The Dandelion Model". 
Nel dicembre 2008 Thorkil Sonne dona tutte le quote di Specialisterne alla Specialist People Foundation, un'organizzazione no profit fondata da lui. Nel settembre 2009 Specialisterne avvia una scuola in cui i giovani con ASD possono ottenere un'istruzione focalizzata sullo sviluppo sociale e sull'interazione con i suoi uffici. La scuola è finanziata con l'aiuto della Lego Foundation e del Ministero della Pubblica Istruzione danese.
Nell'estate 2010 la società apre un ufficio in Scozia grazie ad un finanziamento di 700.000 sterline del governo scozzese; riceve inoltre 407.036 sterline dal Big Lottery Fund e 30.000 sterline dal Comune di Glasgow.
Nell'ottobre 2010, assistito dal sostegno finanziario di un programma di apprendimento permanente della Commissione europea chiamato "programma Leonardo da Vinci" (numero progetto 2010-1-IS1-LEO05-00579), viene avviato un progetto per collegare Scozia, Danimarca, Germania e Islanda.
Oltre a quello di Glasgow, dal 2012 sono aperti uffici a Londra, Dublino e in Svizzera, anche negli Stati Uniti, dove opera un'organizzazione simile, Aspiritech, che si basa sugli stessi concetti. Nel 2018 la società è presente in 15 Paesi (compresa l'Australia dove inaugura una filiale nel 2015) con 60 dipendenti, di cui 40 con autismo assunti a tempo indeterminato. Tra i clienti TDC, Grundfos, KMD, CSC, Microsoft, Oracle. In Italia, dove nel 2017 apre una sede a Milano, i primi casi di assunzioni da parte delle aziende sono avviati dalla Everis: ne assume 10 a tempo indeterminato.